# شهرستان مک‌هنری (ایلینوی)
شهرستان مک‌هنری (به انگلیسی: McHenry County) یک شهرستان‌ در ایالات متحده آمریکا است که در ایلینوی واقع شده‌است. شهرستان مک‌هنری ۱٬۵۸۲٫۴۹ کیلومتر مربع مساحت دارد.